# Ksawery Jasieński
Ksawery Jan Jasieński (ur. 13 września 1931 w Radomiu) – polski spiker, lektor telewizyjny i radiowy (od 1 lipca 1953).

## Życiorys
Urodził się w rodzinie Henryka (1893–1979) i Marii z domu Ośniałowskiej (1901–1959). Brat Antoniny (ur. 1923), Gustawa (1924–1953) i Teresy (1935–1999). Jest spokrewniony z Witoldem Gombrowiczem. W 1949 ukończył VI Liceum Ogólnokształcące im. Jana Kochanowskiego w Radomiu. Studiował ekonomię w Szkole Głównej Planowania i Statystyki w Warszawie. Od początku działalności w Telewizji Polskiej pracował w charakterze lektora filmów fabularnych, a później głównie przyrodniczych i dokumentalnych. To właśnie dzięki nim jest jednym z najbardziej rozpoznawalnych głosów polskiej telewizji. Działacz „Solidarności”, kierował Kołem Realizacji i Emisji. Kolporter prasy, książek i znaczków drugiego obiegu. W stanie wojennym został odsunięty od pracy radiowej na pół roku.
Od 1964 za sprawą Jerzego Bokiewicza nagrywa dla osób niewidomych książki z literatury światowej, polskiej, naukowe i wiersze. W sumie ponad 530 książek, z których część została wydana w formie audiobooka.
W 1998 użyczył nieodpłatnie swojego głosu w komunikatach emitowanych w metrze w Warszawie. W 2015 głos Jasieńskiego zapowiadający kolejne stacje wykorzystał Taco Hemingway w piosence Następna stacja.
Dwukrotnie żonaty. Ze związku z Katarzyną Zachwatowicz (ur. 1932) urodził się syn Michał (ur. 1958) i córka Aleksandra Ludwika (1963-2021), natomiast z Magdą Polak (ur. 1947) ma synów Filipa Jana (ur. 1969) i Jakuba Jana (ur. 1982).

## Ordery i odznaczenia
- Krzyż Komandorski Orderu Odrodzenia Polski (4 grudnia 2007)[7][1][8]
- Krzyż Oficerski Orderu Odrodzenia Polski (29 listopada 2000)[9][10]
- Srebrny Krzyż Zasługi
- Odznaka „Zasłużony Działacz Kultury” (dwukrotnie)
- Złota Odznaka Polskiego Związku Niewidomych

## Nagrody
- Diamentowy Mikrofon (1995)
- Złoty Mikrofon